# Lũng hẹp Biển Đỏ
Lũng hẹp Biển Đỏ hay ripơ Biển Đỏ là trung tâm tách giãn giữa hai mảng kiến tạo là mảng châu Phi và mảng Ả Rập. Nó trải dài xuống theo chiều dài của Biển Đỏ, kéo dài từ đầu mút phía nam của phay biến đổi Biển Đỏ tới điểm nối ba với sống núi biển Aden và lũng hẹp Đông Phi (điểm nối ba Afar) trong vùng lõm Afar ở miền đông châu Phi.
Khu vực lũng hẹp này bao gồm cả đảo Jabal al-Tair, được hình thành từ núi lửa tầng bazan cùng tên, nằm ở phía tây bắc eo biển Bab al-Mandab trong Hồng Hải, khoảng một nửa quãng đường biển từ Yemen tới Eritrea. Lần phun trào gần đây nhất của núi lửa này diễn ra vào ngày 30 tháng 9 năm 2007, sau 124 năm im lìm.